# Crassimarginatella laguncula
Crassimarginatella laguncula är en mossdjursart som beskrevs av Liu 1991. Crassimarginatella laguncula ingår i släktet Crassimarginatella och familjen Calloporidae. Inga underarter finns listade i Catalogue of Life.